# Hrabstwo Noxubee
Hrabstwo Noxubee (ang. Noxubee County) – hrabstwo w stanie Missisipi w Stanach Zjednoczonych. Obszar całkowity hrabstwa obejmuje powierzchnię 700,05 mil² (1813,12 km²). Według szacunków United States Census Bureau w roku 2009 miało 11 631 mieszkańców.
Hrabstwo powstało w 1833 roku.

## Miejscowości

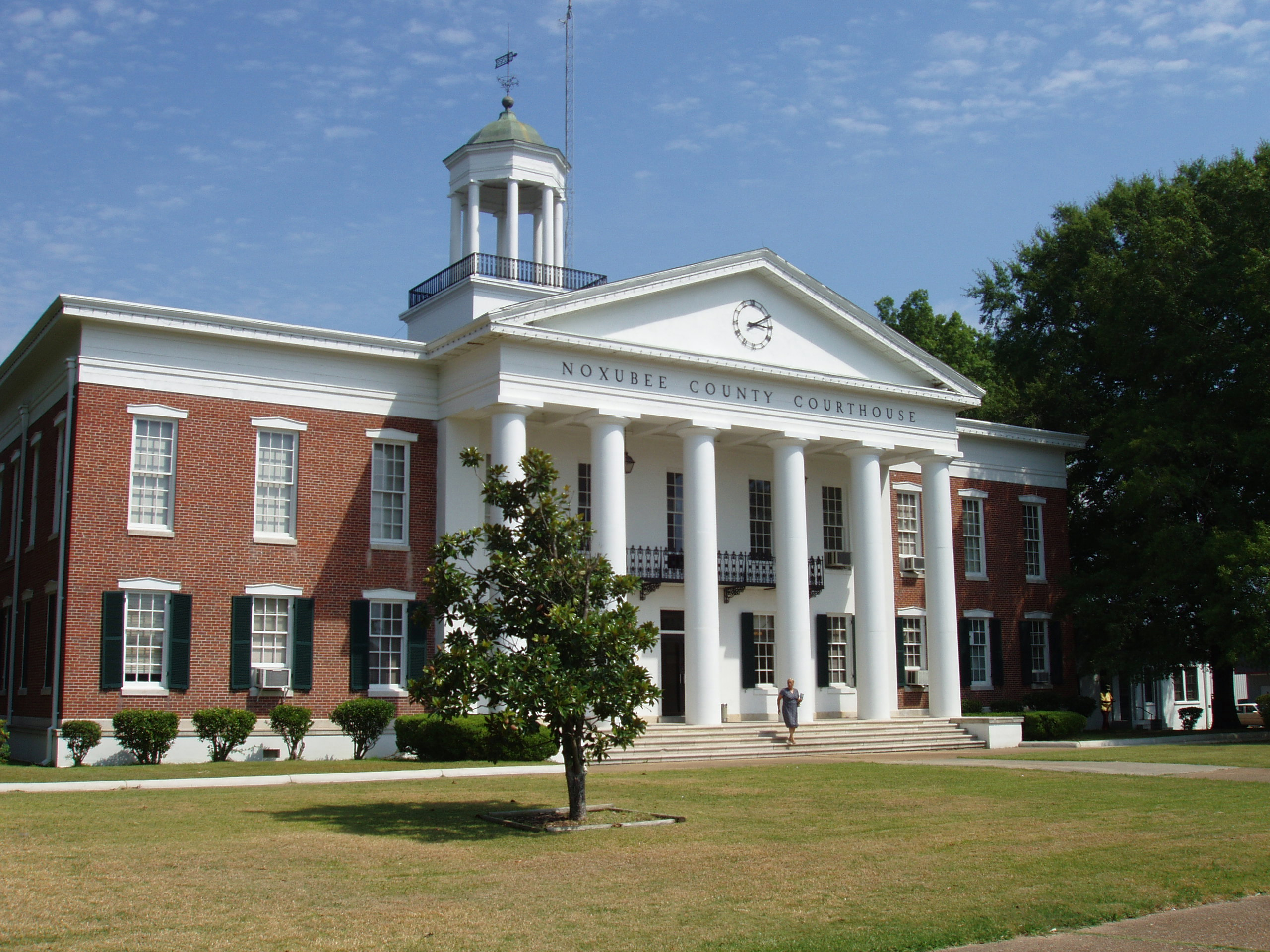
Budynek administracji (courthouse) w Macon

- Brooksville
- Macon
- Shuqualak[4]

| Populacja hrabstwa w poprzednich latach | Populacja hrabstwa w poprzednich latach |
| Rok                                     | Liczba ludności                         |
| --------------------------------------- | --------------------------------------- |
| 1980                                    | 13 180                                  |
| 1990                                    | 12 604                                  |
| 2000                                    | 12 548                                  |
| 2005                                    | 12 202                                  |